# Kárpátia
Kárpátia és un grup musical hongarès d'estil rock d'extrema dreta que es va formar el 2003. Kárpátia compon temes propis alhora que elaboracions de cançons hongareses antigues. La seva temàtica es relaciona amb esdeveniments històrics o amb algun llibre. El grup està format per Attila Bankó (bateria), Tamás Bíró i Levente Csizér (guitarra), Gábor Galántai (teclat), i János Petrás, veu i guitarra.

## Ideologia
Fortament anticomunista, Kárpátia, tot i presentar una qualitat musical elevada i indiscutible, posa la seva música al servei dels sectors més reaccionaris de la societat hongaresa. Els dictadors (aliats de Hitler) Miklós Horthy i Ferenc Szálasi són presentats com a herois.
Kárpátia, alineat amb l'ideari del partit xenòfob Jöbbik, és actualment un suport entre la joventut del primer ministre Viktor Orbán. A aquests trets cal afegir l'irredentisme envers els territoris estrangers poblats per fortes minories hongareses, especialment a Romania. La reivindicació de Transsilvània (Érdely) com a part integrant d'Hongria és una constant a les lletres de les seves cançons, malgrat que els hongaresos sempre han estat minoritaris en aquest territori.
Als seus concerts fa servir una simbologia representativa de l'extrema dreta, com ara la preferència del penó bicolor d'Árpád (5 barres roges sobre fons blanc) sobre la bandera tradicional i oficial d'Hongria, tricolor i introduïda pels liberals al segle xix. També fan una reivindicació de les tropes hongareses que lluitaren a Rússia al costat de la Wehrmacht, així com del partit feixista dels anys trenta Nyilaskeresztes Párt (De la Creu Fletxada), equivalent magiar de Falange Española.

## Curiositats
El 2 de maig del 2007 a la nit, uns desconeguts van profanar la tomba de János Kádár, antic dirigent hongarès, i van pintar a les parets del «Panteó dels Moviments Obrers» les següents paraules: «un assassí i un traïdor no pot descansar mai a una terra santa (1956-2006)». Les dates feien referència a la commemoració dels cinquanta anys des de la Revolució hongaresa de 1956, que va acabar amb un bany de sang i amb la presa del poder de l'exdirigent profanat. El text escrit pertanyia, -curiosament-, a una cançó del grup titulada «Neveket akarok hallani», del 2007.

## Discografia
- 2003 – Hol vagytok, székelyek?
- 2003 – Így volt! Így lesz!
- 2004 – Tűzzel, vassal
- 2005 – Hősi énekek
- 2006 – Piros, fehér, zöld
- 2007 – Istenért, hazáért
- 2008 – Idők szava
- 2009 – Regnum Marianum
- 2009 – Szebb jövőt!
- 2010 – Utolsó percig